# نهائيات دوري الأمم الأوروبية 2021
نهائيات دوري الأمم الأوروبية 2021 (بالإنجليزية: 2021 UEFA Nations League Finals) هي البطولة النهائية لنسخة 2020-21 من دوري الأمم الأوروبية، الموسم الثاني من مسابقة كرة القدم الدولية التي تشارك فيها المنتخبات الوطنية للرجال من 55 اتحادًا عضوًا في الاتحاد الأوروبي لكرة القدم. ستقام البطولة في إيطاليا في الفترة من 6 إلى 10 أكتوبر 2021، وسيتنافس عليها المتصدرون الأربعة لمجموعاتهم في دوري الأمم. ستتألف البطولة من مباراتين نصف نهائي، ومباراة تحديد المركز الثالث والنهائي لتحديد أبطال دوري الأمم الأوروبية.
كانت البرتغال هي حامل اللقب، بعد أن فازت بنهائيات 2019 الافتتاحية. ومع ذلك، فشلوا في التأهل لنهائيات 2021 بعد احتلالهم المركز الثاني في مجموعتهم خلف فرنسا.
تغلب المنتخب الفرنسي على المنتخب الإسباني 2–1 ليحقق البطولة للمرة الأولى.

## الفرق المتأهلة
تأهل المتصدرون الأربعة في مجموعات مرحلة الدوري 2020–21 لنهائيات دوري الأمم. شاركت الفرق الأربعة لأول مرة في نهائيات دوري الأمم.
| المجموعة | الفائزون           | التاريخ ال تأهل | المشاركات السابقة في النهائيات | ترتيب دوري الأمم نوفمبر 2020 | تصنيفات الفيفا سبتمبر 2021 |
| -------- | ------------------ | --------------- | ------------------------------ | ---------------------------- | -------------------------- |
| أ1       | إيطاليا (المستضيف) | 18 نوفمبر 2020  | 0 (أول ظهور)                   | 3                            | 5                          |
| أ2       | بلجيكا             | 18 نوفمبر 2020  | 0 (أول ظهور)                   | 2                            | 1                          |
| أ3       | فرنسا              | 14 نوفمبر 2020  | 0 (أول ظهور)                   | 1                            | 4                          |
| أ4       | إسبانيا            | 17 نوفمبر 2020  | 0 (أول ظهور)                   | 4                            | 8                          |

## المكان
في ملف طلبهم، اقترح الاتحاد الإيطالي لكرة القدم سان سيرو في ميلانو وملعب يوفنتوس في تورينو كملاعب.
| ميلانو تورينونهائيات دوري الأمم الأوروبية 2021 (إيطاليا) | ميلانو        | تورينو        |
| -------------------------------------------------------- | ------------- | ------------- |
| ميلانو تورينونهائيات دوري الأمم الأوروبية 2021 (إيطاليا) | سان سيرو      | ملعب يوفنتوس  |
| ميلانو تورينونهائيات دوري الأمم الأوروبية 2021 (إيطاليا) | السعة: 75،923 | السعة: 41،507 |
| ميلانو تورينونهائيات دوري الأمم الأوروبية 2021 (إيطاليا) |               |               |

## التشكيلات
يجب على كل منتخب أن يقدم فريقًا من 23 لاعباً، ثلاثة منهم يجب أن يكونوا حُرّاس مرمى، قبل عشرة أيام على الأقل من المباراة الافتتاحية للبطولة. إذا أُصيب لاعب أو أصيب بمرض خطير يمنعه من المشاركة في البطولة قبل المباراة الأولى لفريقه، فسيتم استبداله بلاعب آخر.

## القوس
|  | نصف النهائي        | نصف النهائي |                     |   | النهائي | النهائي |
|  |                    |             |                     |   |         |         |
|  | 6 أكتوبر – ميلانو  |             |                     |   |         |         |
|  |                    |             |                     |   |         |         |
|  | إيطاليا            | 1           |                     |   |         |         |
|  | إيطاليا            | 1           | 10 أكتوبر – ميلانو  |   |         |         |
|  | إسبانيا            | 2           |                     |   |         |         |
|  | إسبانيا            | 2           | إسبانيا             | 1 |         |         |
|  | 7 أكتوبر – تورينو  |             | إسبانيا             | 1 |         |         |
|  |                    | فرنسا       | 2                   |   |         |         |
|  | بلجيكا             | فرنسا       | 2                   | 2 |         |         |
|  | بلجيكا             |             |                     | 2 |         |         |
|  | فرنسا              | 3           |                     |   |         |         |
|  | فرنسا              | 3           | تحديد المركز الثالث |   |         |         |
|  |                    |             |                     |   |         |         |
|  | 10 أكتوبر – تورينو |             |                     |   |         |         |
|  |                    |             |                     |   |         |         |
|  | إيطاليا            | 2           |                     |   |         |         |
|  | إيطاليا            | 2           |                     |   |         |         |
|  | بلجيكا             | 1           |                     |   |         |         |

جميع الأوقات بالتوقيت المحلي، ت و أ ص (ت ع م+02:00).

## نصف النهائي

### إيطاليا ضد إسبانيا
| إيطاليا         | 1–2   | إسبانيا               |
| --------------- | ----- | --------------------- |
| - بيليغريني 83' | تقرير | - ف. توريس 17'، 45+2' |

| إيطاليا | إسبانيا |

### بلجيكا ضد فرنسا
| بلجيكا                     | 2–3   | فرنسا                                            |
| -------------------------- | ----- | ------------------------------------------------ |
| - كاراسكو 37' - لوكاكو 40' | تقرير | - بنزيما 62' - مبابي 69' (ر.ج) - ت. هرنانديز 90' |

| بلجيكا | فرنسا |

## تحديد المركز الثالث
| إيطاليا                          | 2–1   | بلجيكا        |
| -------------------------------- | ----- | ------------- |
| - باريلا 46' - بيراردي 65' (ر.ج) | تقرير | كاتيلايير 86' |

| إيطاليا | بلجيكا |

## النهائي
| إسبانيا          | 1–2   | فرنسا                    |
| ---------------- | ----- | ------------------------ |
| - أويارزابال 64' | تقرير | - بنزيما 66' - مبابي 80' |